# معركة لاس بابياس
معركة لاس بابياس هي معركة وقعت سنة 795م سعى من خلالها أمير قرطبة هشام الرضا بجيش يقوده عبد الكريم بن عبد الواحد بن مغيث للثأر لهزيمته العسكرية السابقة في لودوس سنة 794م ضد مملكة أستورياس. انتهت المعركة بانتصار المسلمين.

## خلفية تاريخية
سعى أمير قرطبة، هشام الأول إلى الثأر لهزيمته في معركة لودوس سنة 794م والتي قُتل فيها القائد عبد الملك بن عبد الواحد بن مغيث أثناء المعركة. فأرسل هشام الرضا أخيه عبد الكريم بن عبد الواحد بن مغيث على رأس جيش قوامه عشرة آلاف جندي لمحاربة مملكة أستورياس.
كما نظم الأمير جيشًا آخر سارع إلى مهاجمة جليقية لتشتيت جهود قوات المسيحيين. اخترق الجيش الثاني إلى جليقية ولكن جيوش جليقية وأستوريش اعترضت لها عند انسحابها وهزمتها. وفي هذه المعركة تكبد المسلمون خسائر فادحة وأسر منهم العديد، لكنهم تمكنوا في النهاية من الفرار.
أقام الملك أدفونش الثاني ملك أستورياس الذي عزز جيشه بحلفائه البشكنج معسكره بالقرب من أشتورقة. كانت المنطقة المجاورة للمدينة قاعدة للمسلمين لشن هجمات ضد أستورياس عبر بويرتو دي ميسا. أمر الملك الأستوري السكان المحليين بإخلاء المدينة والتوجه نحو الجبال المحيطة وانتظر قوات المسلمين. كان الموقع مناسبًا حيث ضمن المسيحيون خط انسحابه عبر بويرتو دي فانتانا.
أرسل عبد الكريم طليعة من أربعة آلاف رجل ضد القوة الرئيسية لألفونسو الثاني تحت قيادة فراس بن كنانة قائد جند شدونة. وبعد فترة وجيزة تقدم عبد الكريم بن عبد الواحد بن مغيث بنفسه مع الحرس الخلفي والاحتياطيات، وتمكنت قواتهما المشتركة من هزيمة جيش أدفونش. كما كان مخططًا له، تراجع النصارى بعد الهزيمة عبر بويرتو دي فانتانا.

## تداعيات
استمر عبد الكريم بن عبد الواحد بن مغيث وفراش بن كنانة في مطاردة المسيحيين فهزموا قوات مملكة أستورياس في معركة ريو كيروس ، ومرة أخرى في معركة ريو نالون ، بل وافتتحوا مدينة أبيط عاصمة مملكة أستوريش.  ولكن مع بداية فصل الشتاء، تراجع المسلمون عوض توجيه ضربة قاضية لمملكة أستورياس، فتمكن الملك الأستوري ألفونسو الثاني من الفرار.
أعطت وفاة هشام الرضا واضطراب شؤون المسلمين بعدها لأدفونش الثاني ملك أستورياس الفرصة لإقامة تحالف مع شارلمان ملك الفرنجة.

## فهرس
- Cabal, Constantino, Benito Ruano, Eloy., pr.:Alfonso II El Casto, fundador de Oviedo. Grupo Editorial Asturiano. 1991. (ردمك 84-404-8512-3)ISBN 84-404-8512-3
- Asturianos universales 7 : Alfonso II, el Casto, Félix de Aramburu y Zuloaga, Alfonso I, José Posada Herrera, Ramón Menéndez Pidal. Ediciones Páramo, S.A. 1996. (ردمك 84-87253-26-1)ISBN 84-87253-26-1
- Códice testamento Alfonso II el Casto y estudio de la obra. Ediciones Madú 2 v (ردمك 84-95998-72-6)
- Lewis, David Levering (2009) [2008]. El Crisol de Dios. El Islam y el nacimiento de Europa (570-1215). Barcelona: Editorial Paidós, (ردمك 978-84-493-2233-4).
- Gebhardt, Víctor (1864). Historia general de España y de sus Indias desde los tiempos más remotos hasta nuestros días: tomada de las principales historias, crónicas y anales que acerca de los sucesos ocurridos en nuestra patria se han escrito (بالإسبانية). Madrid: Librería Española. Retrieved 2014-02-27. Tomo II
- Torrente, Mariano (1827). Geografía universal física, política é histórica (بالإسبانية). Madrid: Imprenta de Don Miguel de Burgos. Retrieved 2014-02-27. Tomo I

## روابط خارجية
- Historia militar de España. Batallas y Combates. Batalla del río Quirós.